# Antonia Lodron

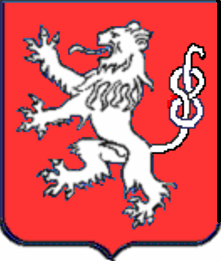
Stemma dei Lodron

Antonia Maria Lodron (1738 – 1780) fu un membro della famiglia dei Lodron del ramo di Castel Lodron, sorella del conte Georg Anton Felix von Arco, primo camerlengo di Salisburgo, e amica di Wolfgang Amadeus Mozart.

## Biografia
Antonia proveniva dal ramo tridentino dei Lodron del ramo di Castel Lodron, che avevano accorpato anche gli estinti rami lagarini dei Lodron di Castellano e Castelnuovo di Noarna.
Visse a Castelnuovo di Noarna, a Castellano e a Villa Lagarina.
Si trasferì a Salisburgo con la famiglia, dove intrecciò un solido rapporto di amicizia con Wolfgang Amadeus Mozart, che fu istruttore personale di pianoforte delle figlie della contessa Antonia.